# فروده يونسن
فروده يونسن (بالنرويجية البوكمول: Frode Johnsen)‏ مواليد 17 مارس 1974 في شين، هو لاعب كرة قدم نرويجي سابق كان يلعب كمهاجم. لعب خلال مسيرته 518 مباراة سجل خلالها 196 هدفاً.

## المسيرة الاحترافية

### أندية لعب لها
- نادي أود
- نادي روزنبورغ
- ناغويا غرامبوس
- شيميزو إس-بولس

## روابط خارجية
- فروده يونسن على موقع IMDb (الإنجليزية)

- فروده يونسن على موقع الاتحاد الدولي (مؤرشف)  (الإنجليزية)
- فروده يونسن على موقع اتحاد النرويج (النرويجية)
- فروده يونسن على موقع رابطة كرة القدم اليابانية للمحترفين (اليابانية)
- فروده يونسن على موقع قاعدة بيانات كرة القدم.إي يو (الإنجليزية)
- فروده يونسن على موقع ناشيونال فوتبول تيمز (الإنجليزية)
- فروده يونسن على موقع Soccerway.com (الإنجليزية)
- فروده يونسن على موقع عالم كرة القدم.نت (الإنجليزية)